# 경기도여성비전센터
경기도여성비전센터(京畿道女性비전센터)는 지방자치법 114조에 따라 여성과 가족의 복지증진을 위하여 설치된 경기도청 소속기관이다.

## 조직
- 여성활동기획팀
- 여성소통지원팀
- 여성안심사업팀

## 같이 보기
- 여성가족부